# USS Enterprise (NCC-1701-A)

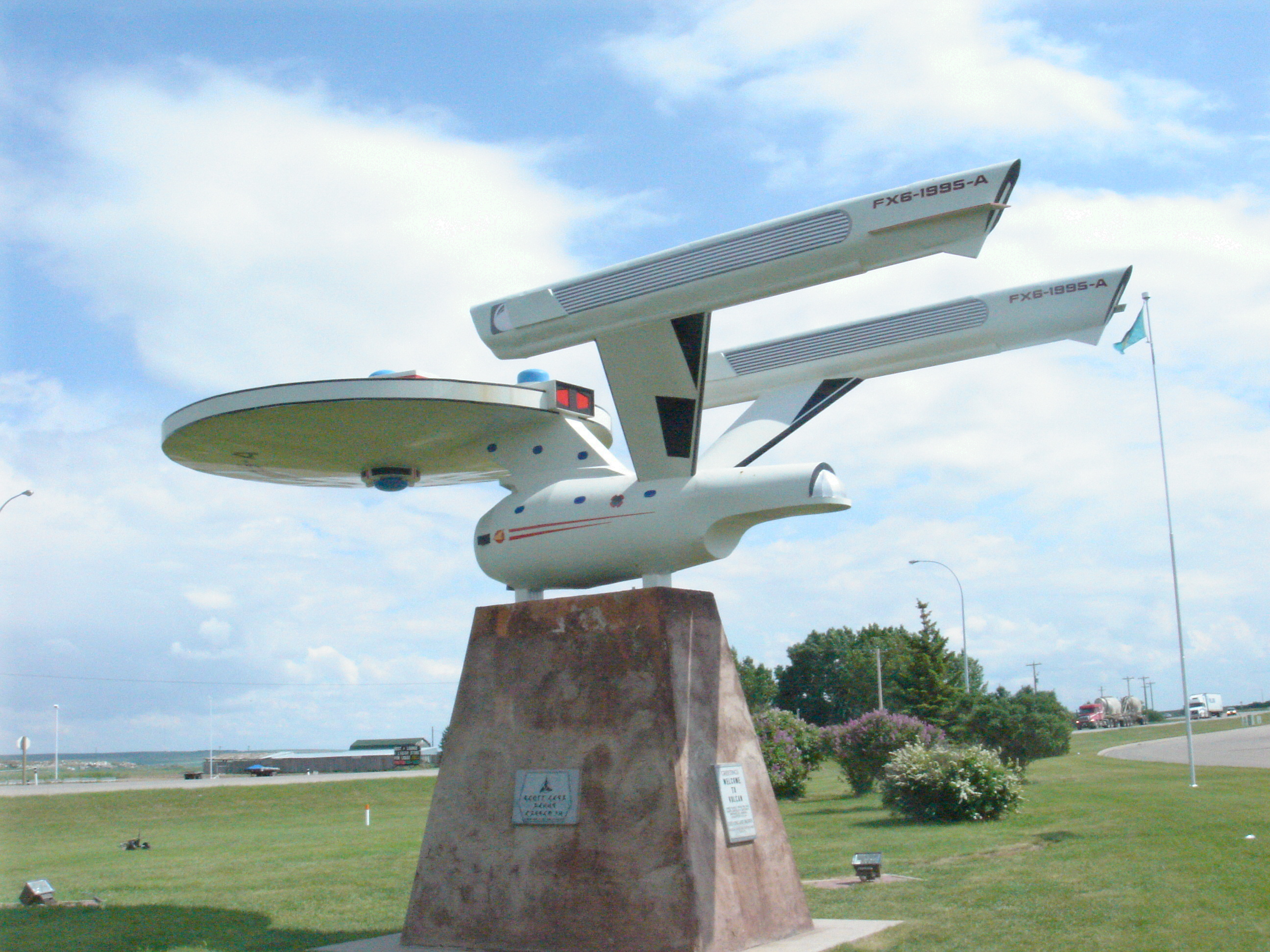
Replica navei Enterprise-A din Vulcan, Alberta, SUA

USS Enterprise (NCC-1701-A) (sau Enterprise-A pentru a nu fi confundată cu o altă navă omonimă) este o navă spațială a Federației în cel de-al patrulea, al cincilea și al șaselea film al seriei Star Trek.